# Astroblema de Rochechouart-Chassenon

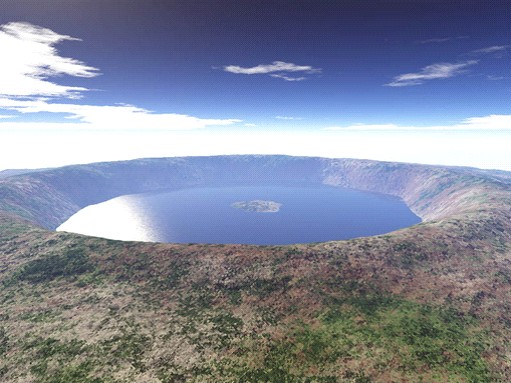
Recreación del cráter Rochechouart poco después de su formación.

El astroblema de Rochechouart-Chassenon, o cráter Rochechouart, es un cráter de impacto localizado en Francia.

## Características
El diámetro del cráter es objeto de debate, pero se cree que debe tener unos 21-23 km, con una edad estimada de 214±8 millones de años (Triásico superior). Desde entonces, los procesos erosivos han borrado de la corteza terrestre cualquier rasgo de su morfología. Su superficie abarca las villas de Rochechouart, Chaillac, Étagnac, Pressignac, Saint-Quentin-sur-Charente, Chéronnac, Chassenon y Chabanais.

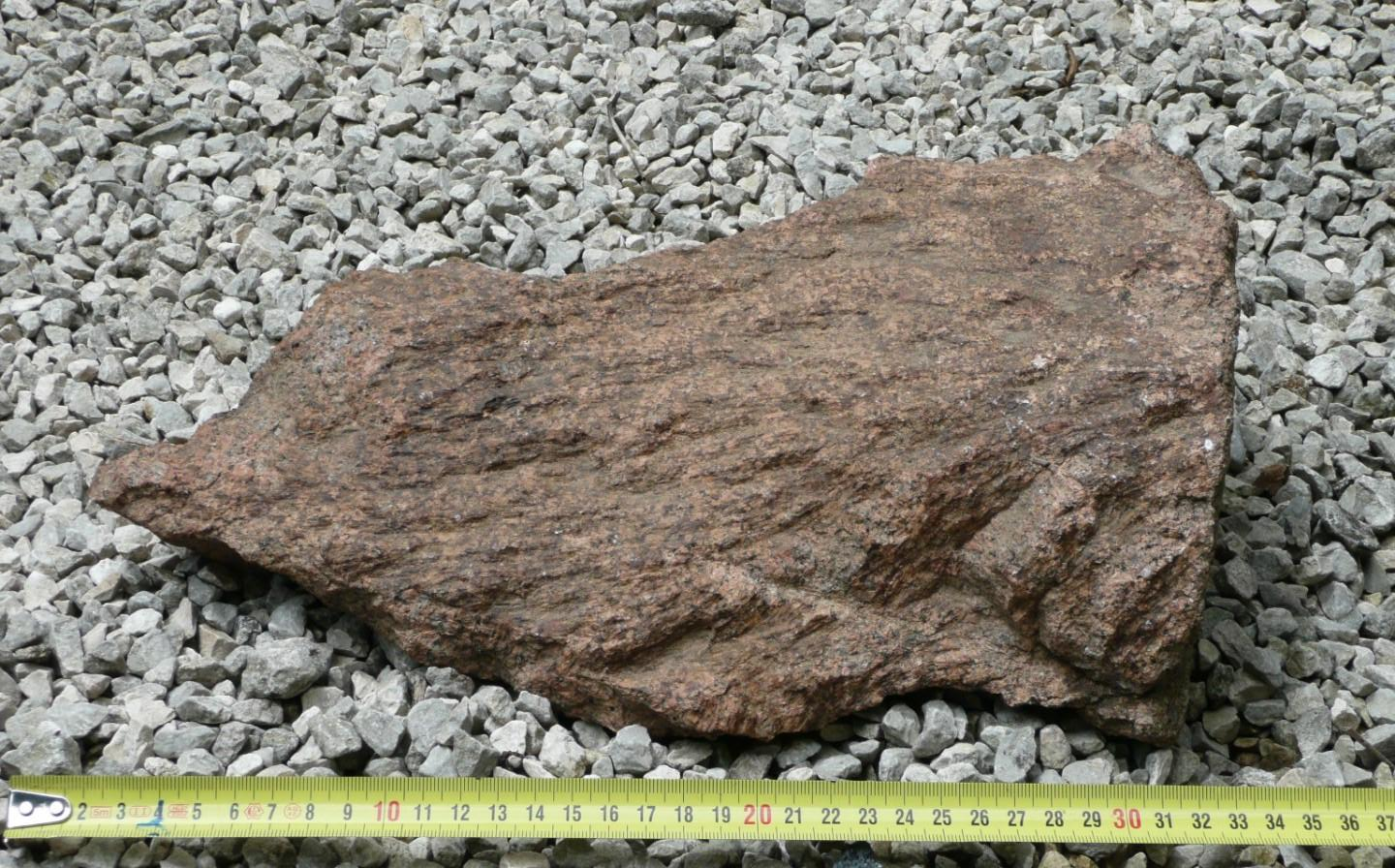
Shatter cone de 30 cm en el granito de Saint Gervais, encontrado cerca del centro de la estructura.

François Kraut, geólogo francés, demostró en el año 1969 que las brechas presentes en la zona tenían como origen un impacto meteorítico, acabando así con casi 2 siglos de controversias. Fue el primer cráter de impacto que se consideró como tal sin existir evidencias topográficas de estructuras circulares en superficie.

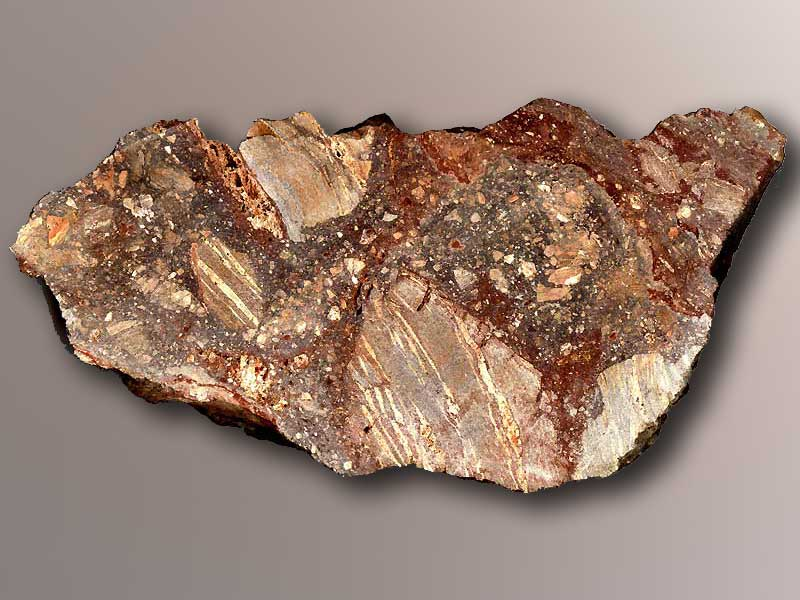
Brecha del cráter de Rochechouart.

## Eventos de impacto relacionados
El geofísico de la Universidad de Chicago David Rowley, en sus trabajos con John Spray de la Universidad de Nuevo Brunswick y Simon Kelley de la Open University, estableció una relación entre Rochechouart y 4 cráteres de impacto de Europa y Norteamérica que formarían una cadena, producto de la destrucción de un cometa o asteroide cuyos pedazos impactarían contra la Tierra. Estos cráteres son: Cráter Manicouagan  en el norte de Quebec, cráter Saint Martin  en Manitoba, cráter Obolon en Ucrania, y el cráter Red Wing en Dakota del Norte.
Kelley desarrolló una técnica de datación (Ar-Ar) que aplicaba al vidrio generado durante un impacto meteorítico, y Rowley hizo un estudio paleogeográfico para determinar la posición durante el Triásico de los cráteres arriba mencionados, ya que debido a la Tectónica de Placas habrían sufrido un desplazamiento considerable. El resultado fue que 3 de los cráteres (Rochechouart, Manicouagan y Saint Martin) forman una cadena de 5000 km de latitud 22.8° N, mientras que Obolon y Red Wing presentan unos patrones de declinación idénticos a Rochechouart y Saint Martin respectivamente. Existen otros cráteres que podrían pertenecer a este evento.